# Rötliche Fetthenne
Die Rötliche Fetthenne (Sedum rubens) ist eine Pflanzenart aus der Gattung der Fetthennen (Sedum) innerhalb der Familie der Dickblattgewächse (Crassulaceae).

## Beschreibung

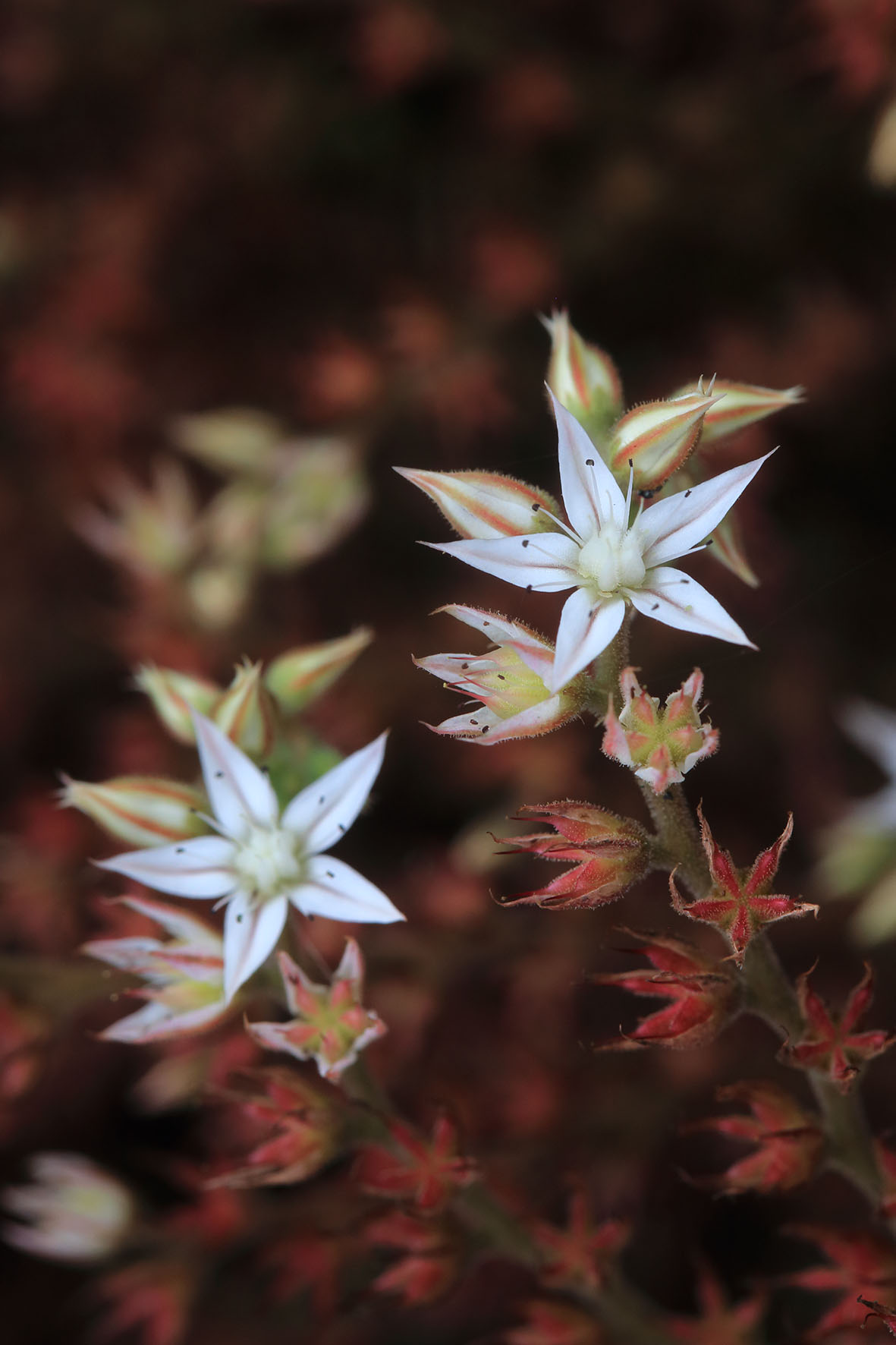
Radiärsymmetrische Blüte im Detail

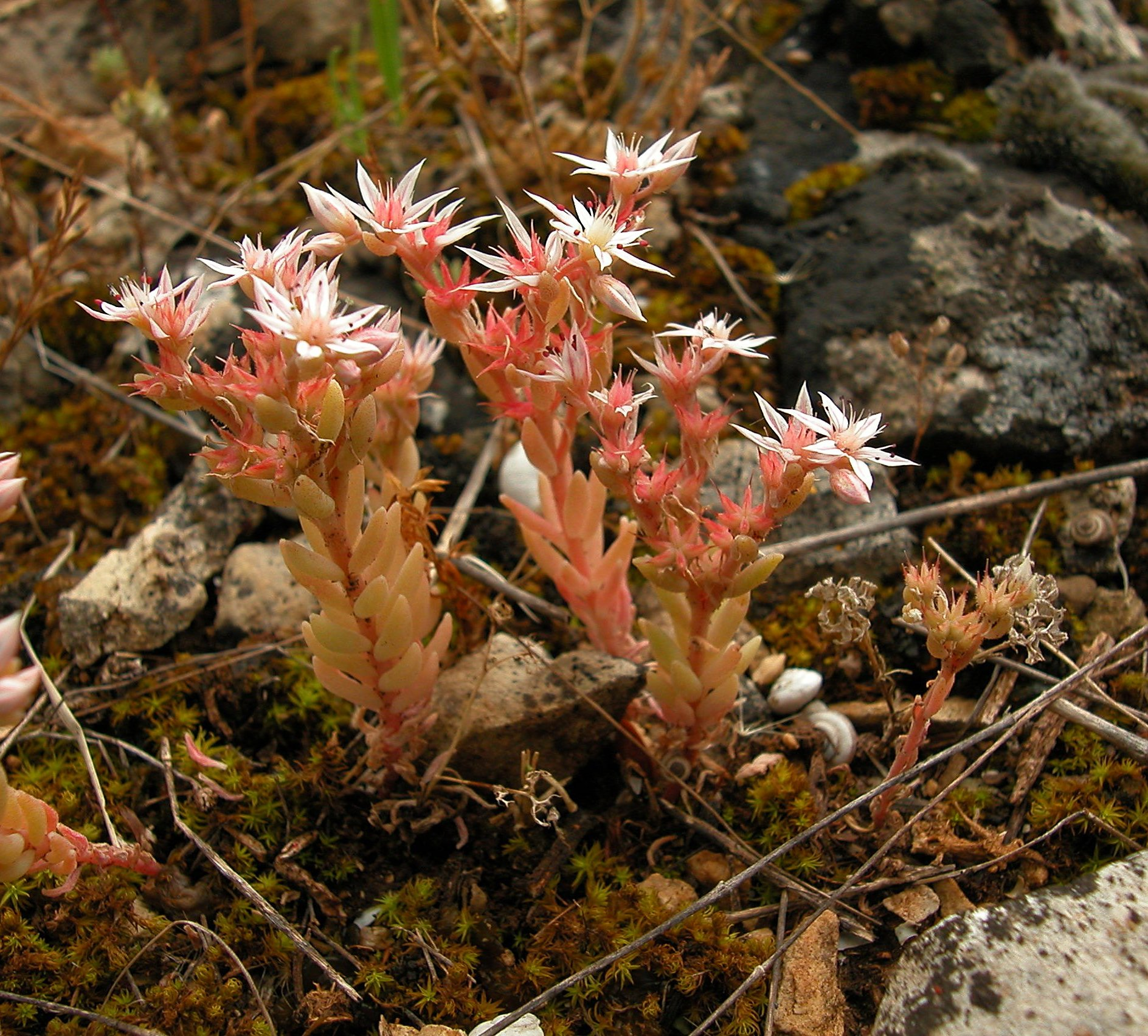
Habitus

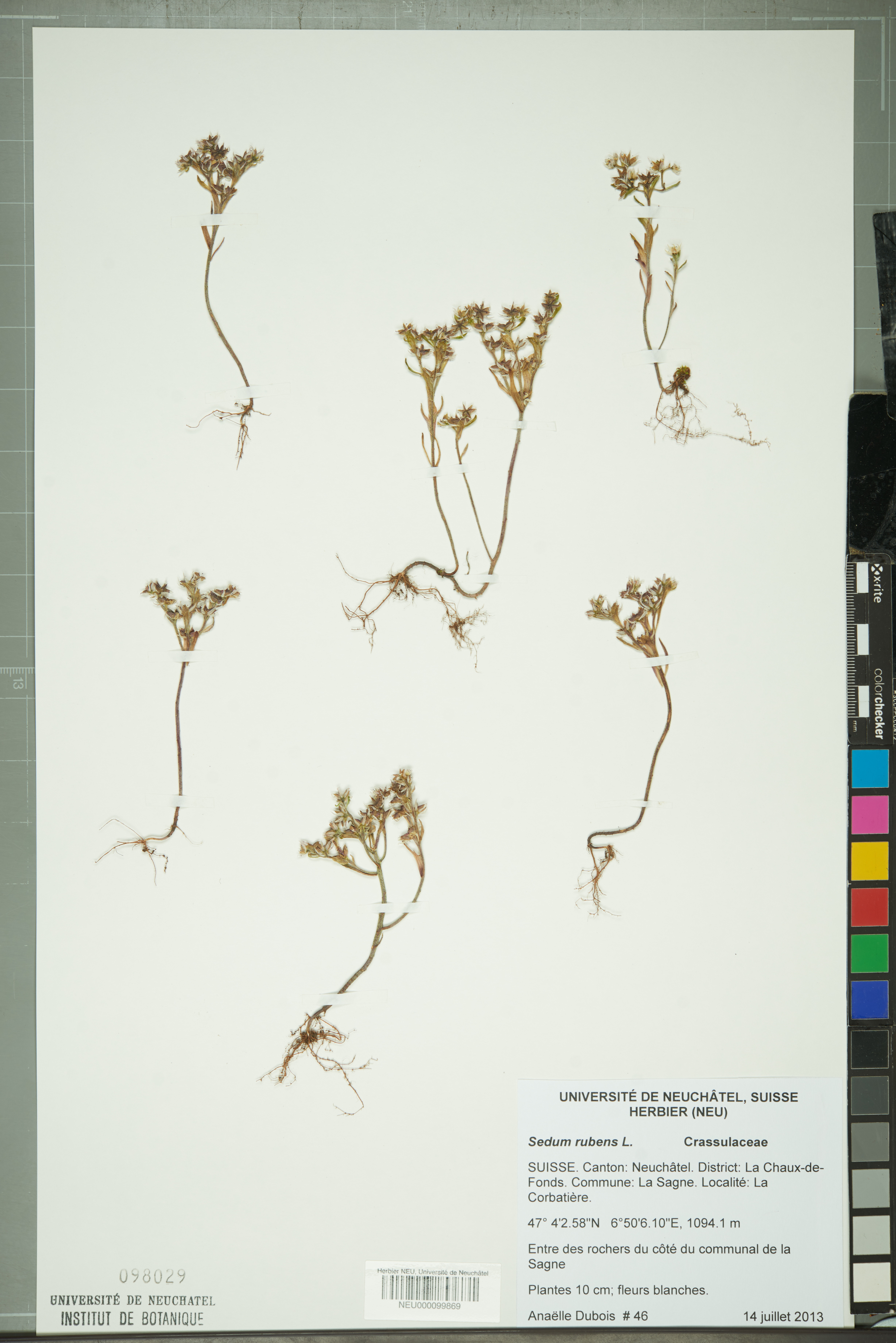
Herbarbogen

### Vegetative Merkmale
Die Rötliche Fetthenne ist eine rosettenlose, unverzweigte oder verzweigte, einjährig-überwinternde sukkulente Pflanze, die Wuchshöhen von 5 bis 15 Zentimetern erreicht. Die wechselständig angeordneten Laubblätter sind 10 bis 20 Millimeter lang, blaugrün, meist halbstielrund und oberseits flach oder rinnig.

### Generative Merkmale
Die Blütezeit reicht in Mitteleuropa von Juni bis Juli. Der trichterförmige, trugdoldige Blütenstand ist eine meist dreiästig und enthält einseitswendig viele fast sitzende Blüten.
Die zwittrigen Blüten sind radiärsymmetrisch und fünfzählig mit doppelter Blütenhülle. Die fünf grünen Kelchblätter sind bei einer Länge von etwa 1 Millimetern dreieckig. Die fünf weißen bis rosafarbenen Kronblätter haben einen roten Kiel, sind spitz und außen behaart. Als Ausnahme unter den Sedum-Arten ist nur ein Kreis mit fünf Staubblättern vorhanden; sie sind rot. Die Staubbeutel sind rot.
Die an ihrer Basis miteinander verwachsenen Balgfrüchte sind drüsenhaarig und plötzlich in die 1 Millimeter lange Spitze verschmälert. Die braunen Samen besitzen eine längsrunzelig Oberfläche.
Die Chromosomenzahl beträgt 2n = 20, 40 bis 42, 60, 80, 94, 100.

## Ökologie
Bei der Rötlichen Fetthenne handelt es sich um einen Therophyten.
Die Bestäubung erfolgt durch Insekten.

## Vorkommen und Gefährdung
Das Verbreitungsgebiet der Rötlichen Fetthenne reicht von Süd- und Mitteleuropa nach Vorder- und Mittelasien und nach Nordafrika und den Kanarischen Inseln. Auf den Kanaren ist die Ursprünglichkeit aber zweifelhaft.
In Deutschland kommt sie nur noch selten im westlichen Rheinland-Pfalz bei Trier vor. Die Rötliche Fetthenne gilt nach der Roten Liste der Farn- und Blütenpflanzen Deutschlands von 1996 als „vom Aussterben bedroht“; ist aber nicht nach BArtSchV besonders geschützt. In Mitteleuropa gibt es dazu noch Vorkommen in Belgien und in der Schweiz. In der Schweiz gilt die Rötliche Fetthenne als „stark gefährdet“.
Die Rötliche Fetthenne besiedelt Sandtrockenrasen, Ruderalstellen wie Brachen, Wegränder und Mauern sowie Weinberge. Sedum rubens ist eine Charakterart der Klasse Sedo-Scleranthetea.
Die ökologischen Zeigerwerte nach Landolt et al. 2010 sind in der Schweiz: Feuchtezahl F = 1w+ (sehr trocken aber stark wechselnd), Lichtzahl L = 4 (hell), Reaktionszahl R = 2 (sauer), Temperaturzahl T = 4+ (warm-kollin), Nährstoffzahl N = 3 (mäßig nährstoffarm bis mäßig nährstoffreich), Kontinentalitätszahl K = 2 (subozeaanisch), Salztoleratnz 1 = tolerant.

## Taxonomie
Die Erstveröffentlichung von Sedum rubens erfolgte 1753 durch Carl von Linné in Species Plantarum, Tomus I, S. 432. Ein Synonym für Sedum rubens (L.) L. ist Crassula rubens (L.) L.

## Belege